# Grafo distância-regular

O grafo de Shrikhande, um grafo distância-regular.

No campo da matemática da teoria dos grafos, um grafo distância-regular é um grafo regular tal que para quaisquer dois vértices v e w a uma distância i o número de vértices adjacentes a w e à distância j a partir de v é o mesmo. Todo grafo distância-transitivo é distância regular. Com efeito, grafos distância-regular foram introduzidos como uma generalização combinatória de grafos distância-transitivos, tendo as propriedades de regularidade numérica do último, sem ter necessariamente um grande grupo de automorfismo.
Alternativamente, um grafo distância-regular é um grafo para o qual existem inteiros bi,ci,i=0,...,d tais que para quaisquer dois vértices x, y em G e distância i=d(x,y), há exatamente ci vizinhos de y em Gi-1(x) e bi vizinhos de y em Gi+1(x), onde Gi(x) é o conjunto de vértices y de G com d(x,y)=i (Brouwer et al. 1989, p. 434). O array de inteiros caracterizando um grafo distância regular é conhecido como o seu array de interseção.
Um grafo distância-regular com diâmetro 2 é fortemente regular, e reciprocamente (a menos que o grafo seja desconexo).

## Números Intersecção
É usual utilizar a seguinte notação para um grafo distância-regular G. O número de vértices é n. O número de vizinhos de w (Isto é, os vértices adjacentes a w) cuja distância de v é i, i + 1, e i − 1 é denotada por ai, bi, e ci, respectivamente; estes são os números de intersecção de G. Obviamente, a0 = 0,  c0 = 0, e b0 é igual a
k, o grau de qualquer vértice. Se G tem um diâmetro finito, então d denota o diâmetro enós temos bd = 0. Também temos que ai+bi+ci= k
Os numeros ai, bi, e ci são frequentemente mostrados em um array de três linhas.
{\displaystyle \left\{{\begin{matrix}-&c_{1}&\cdots &c_{d-1}&c_{d}\\a_{0}&a_{1}&\cdots &a_{d-1}&a_{d}\\b_{0}&b_{1}&\cdots &b_{d-1}&-\end{matrix}}\right\},}
chamado o array de intersecção de G.  Eles podem ser formados também por uma matriz tridiagonal
{\displaystyle B:={\begin{pmatrix}a_{0}&b_{0}&0&\cdots &0&0\\c_{1}&a_{1}&b_{1}&\cdots &0&0\\0&c_{2}&a_{2}&\cdots &0&0\\\vdots &\vdots &\vdots &&\vdots &\vdots \\0&0&0&\cdots &a_{d-1}&b_{d-1}\\0&0&0&\cdots &c_{d}&a_{d}\end{pmatrix}},}
chamada de matriz de intersecção.

## Matrizes de adjacência distância
Suponha que G é um grafo distância-regular conexo. Para cada distância i = 1, ..., d, podemos formar um grafo Gi no qual os vértices são adjacentes se sua distância em G é igual a i. Façamos Ai ser a matriz de adjacência de Gi. Por exemplo, A1 é a matriz de adjacência A de G. Além disso, seja A0 = I, a matriz identidade.  Isto nos dá d + 1 matrizes A0, A1, ..., Ad, chamadas as matrizes de distância de G.  A soma é a matriz J em que cada entrada é 1. Há uma fórmula de produto importante:
{\displaystyle AA_{i}=a_{i}A_{i}+b_{i}A_{i+1}+c_{i}A_{i-1}.}
A partir desta fórmula resulta que cada Ai é uma função polinomial de A, de grau i, e que A satisfaz um polinômio de grau d + 1.  Além disso, A tem exatamente d + 1 autovalores distintos, dos quais o maior é k, o grau.
As matrizes de distância abrangem um subespaço vetorial do espaço vetorial de todas n × n matrizes reais.
É um fato notável que o produto Ai Aj de quaisquer duas matrizes de distância é uma combinação linear das matrizes de distância:
{\displaystyle A_{i}A_{j}=\sum _{k=0}^{d}p_{ij}^{k}A_{k}.}
Isto significa que as matrizes de distância geram um esquema de associação. A teoria dos esquemas de associação é fundamental para o estudo dos gráficos de distância regular. Por exemplo, o fato de que Ai é uma função polinomial de A é um fato sobre os esquemas de associação.

## Exemplos
- Grafos completos são distância regular com diâmetro 1 e grau v−1.
- Ciclos C2d+1 de comprimento ímpar são distância regular com k = 2 e diâmetro d.  Os números de intersecção ai = 0, bi = 1, e ci = 1, exceto para os casos usuais especiais (ver acima) e cd = 2.
- Todos os grafos de Moore, em particular o grafo de Petersen e o grafo de Hoffman–Singleton, são distância regulares.
- grafos fortemente regulares são distância regular.
- Grafos ímpares são distância regular.